# У Пен
У Пен (16 травня 1987) — китайський плавець.
Учасник Олімпійських Ігор 2004, 2008, 2012 років.
Призер Чемпіонату світу з водних видів спорту 2005, 2007, 2011, 2013 років.
Чемпіон світу з плавання на короткій воді 2006 року, призер 2004 року.
Переможець Азійських ігор 2002 року.